# 韶关专区
韶关专区，中华人民共和国广东省已撤消的专区，在今广东省北部。
1956年，粤北行政区撤销，设立韶关专区，专署驻韶关市；原粤北行政区所属曲江、乐昌、仁化、清远、英德、阳山、南雄、始兴、翁源、连县、乳源、佛冈、连山、新丰及连南瑶族自治县划归韶关专区；由曲江、乳源、乐昌3县析置韶边瑶族自治县；从化县先由粤北行政区划归佛山专区，不久划入韶关专区。韶关专区辖15县、2自治县。
1958年，韶关市降格划入；撤销连山县，改设连山僮族瑶族自治县。
1959年，行政区划作较大调整：
1. 原属惠阳专区的龙川、连平、河源3县划入韶关专区；
2. 撤销佛冈县，并入从化县，将从化县划归佛山专区。
3. 撤销曲江、仁化2县，并入韶关市；
4. 撤销乳源县、韶边瑶族自治县，并入乐昌县；
5. 撤销始兴县，并入南雄县；
6. 撤销新丰县，并入翁源县；
7. 撤销阳山县、连县、连山僮族瑶族自治县、连南瑶族自治县，合并设立连阳各族自治县。

调整后，韶关专区辖1市、8县、1自治县。 
1960年，恢复新丰、阳山、始兴3县；连平县更名和平县（原和平县于1959年属惠阳专区时撤销）；改连阳各族自治县为连州各族自治县。1961年，恢复曲江、仁化、连县3县；撤销连州各族自治县，改设连南瑶族僮族自治县。1962年，撤销连南瑶族僮族自治县；恢复连平县、连南瑶族自治县及连山僮族瑶族自治县。1963年，河源、连平、和平、龙川4县划归惠阳专区；原属广州市的佛冈县划入；以合并于乐昌县和曲江县的原乳源县和韶边瑶族自治县辖区设立乳源瑶族自治县。1965年，连山僮族瑶族自治县改为连山壮族瑶族自治县。韶关专区辖1市、12县、3自治县。
1970年，撤销韶关专区，改置韶关地区。